# Agriophara leucosta
Agriophara leucosta es una especie de polilla del género Agriophara, familia Depressariidae.
Fue descrita científicamente por Lower en 1893.